# Bulo de la decapitación de bebés por parte de Hamás
El bulo de la decapitación de bebés de Hamás es la acusación falsa, luego refutada, de que Hamás habría matado y decapitado a docenas de bebés y niños pequeños durante la incursión que lanzó en el sur de Israel el 7 de octubre de 2023, que constituyó la primera fase de la actual guerra de Gaza. La acusación fue formulada inicialmente por soldados de las Fuerzas de Defensa de Israel (FDI) y miembros de grupos de rescate de civiles israelíes en entrevistas con periodistas locales e internacionales. Al comienzo, el engaño fue respaldado incluso por el entonces presidente de los Estados Unidos, Joe Biden, la oficina del primer ministro israelí, Benjamín Netanyahu, y algunos portavoces de las FDI, e inmediatamente fue difundido con credulidad por los medios de comunicación occidentales. Con ello, la noticia falsa obtuvo una amplia cobertura y difusión, lo que posiblemente contribuyó a conformar el consenso a favor de la guerra contra la Franja de Gaza. Noticias falsas similares acusaron también a Hamás de colgar o degollar a bebés y de quemarlos vivos.
Desde entonces, solo una víctima de la violencia del 7 de octubre en Israel ha sido identificada realmente como un bebé: una niña de 10 meses a la que Hamás disparó. En ocasiones, el gobierno israelí ha admitido discretamente que los rumores sobre los niños decapitados son infundados. Los críticos de la guerra de Gaza sostienen que el bulo es un ejemplo de propaganda de atrocidades.

## La noticia falsa
El falso rumor tomó como contexto el ataque al el kibutz de Kfar Aza, el 7 de octubre de 2023. El control sobre el área del kibutz recién fue recuperado de forma completa por las fuerzas israelíes el 10 de octubre, el mismo día en que comenzó a circular el falso rumor. Según declaraciones de algunos soldados, milicianos de Hamás habían decapitado y ahorcado a decenas de bebés y niños pequeños en Kfar Aza. Sin embargo, según la información oficial, la víctima más joven de la masacre en el kibutz tenía catorce años.
Le Monde rastreó los orígenes de la noticia falsa, a la que llama «rumor», y los sitúa en una rueda de prensa por el kibutz realizada apenas horas después de terminada la batalla. Sesenta residentes habían sido asesinados y todavía había cadáveres de ambos lados del conflicto esparcidos por el suelo. En el lugar de los hechos, según Le Monde, «el Estado Mayor no hizo ninguna mención de bebés muertos», y los propios periodistas señalaron que todos los cuerpos pertenecientes a israelíes estaban en bolsas para cadáveres de tamaño adulto. 
Los reservistas y los miembros de ZAKA, a quienes los periodistas tuvieron acceso sin ningún tipo de control oficial, ofrecieron relatos «turbios y perturbadores». Los testimonios que se mencionan pudieron estar influidos o mezclados con otros lugares que también habían sido atacados. La hipótesis de Le Monde es que la falta de profesionalismo de los miembros de la organización de voluntarios —que son civiles del sector ultraortodoxo y podrían llegar a carecer de la experiencia y la formación para distinguir los restos de adultos de los de niños— podría haber dado origen al rumor, señalando que un informe de las Naciones Unidas sobre la violencia sexual del 7 de octubre también destacó la existencia de «interpretaciones forenses inexactas y poco fiables por parte de algunos no profesionales».
Asimismo, el periódico señaló momentos en los que los portavoces de ZAKA «se pusieron... exagerados», como en la declaración del fundador de ZAKA, Yossi Landau, de que había visto personalmente los cadáveres de niños y bebés decapitados. El periódico israelí Haaretz acusó a ZAKA, que había estado luchando contra la crisis financiera, de explotar su trabajo durante el 7 de octubre para recaudar fondos. 
El periódico indicó además los momentos en los que los portavoces de ZAKA «se excedieron» al haber esparcido mentiras deliberadamente, como la declaración del fundador de ZAKA, Yossi Landau, de que había visto personalmente los cuerpos de niños y bebés que habían sido decapitados. Haaretz acusó a la organización ZAKA, que estaba en medio de una crisis financiera, de explotar su trabajo durante el 7 de octubre para poder 
Los soldados reservistas que estaban en el kibutz también ofrecieron testimonios sin fundamento sobre cadáveres de niños «colgados de un tendedero». Le Monde detalla que la fiabilidad de la información de estos soldados era considerablemente baja, pero los periodistas pudieron hablar con ellos sin la supervisión del equipo del portavoz de las FDI. El canal de televisión israelí i24NEWS afirmó el  día 10 de octubre  de 2023 que la información sobre los bebés decapitados había venido de soldados israelíes.
El profesor asociado de estudios de Oriente Medio en la Universidad Hamad Bin Khalifa, Marc Owen Jones, consideró que el mito de los cuarenta bebés decapitados se solidificó a partir de una publicación en redes sociales y un informe televisivo de la periodista Nicole Zedeck, de la cadena israelí i24NEWS. En este informe, que se viralizó, Zedeck dio a conocer la historia de los bebés decapitados, comentando que su fuente había sido la palabra de los soldados reservistas. Luego en una publicación en Twitter, afirmó que, según los soldados reservistas, «40 bebés/niños murieron». A partir de ese momento, considera el profesor Jones, es probable que ambos puntos de información se conectaran y se convirtieran en uno solo.

## Consecuencias
A pesar de la falta de fuentes verificadas de las afirmaciones, las autoridades israelíes y estadounidenses siguieron difundiéndolas. El entonces presidente de Estados Unidos, Biden, reiteró que Hamás había decapitado bebés en una conferencia de prensa en el mes de noviembre de 2023. A modo de respuesta, el periódico Washington Post publicó una verificación de datos concluyendo que la difusión de la historia requería cautela ya que no se había podido obtener información concluyente.  Sin embargo, el presidente Biden volvió a repetir la noticia falsa el 12 de diciembre de 2023 (después de que Haaretz publicara su investigación), diciendo una vez más que había visto fotos que mostraban la decapitación de bebés, siendo criticado esta vez también por The Intercept. Funcionarios israelíes también produjeron un video que en el que supuestamente se documentan las acciones de milicianos de Hamás el día 7 de octubre, que incluirían «asesinatos, decapitaciones, violaciones y otras atrocidades contra adultos y niños judíos». Las imágenes, que se mostraron en todo el mundo solo a un público selecto, no están disponibles para el público en general. El periodista británico Owen Jones, que vio la proyección, informó que, si bien el video contenía imágenes de lo que parecía un soldado israelí decapitado, «no había nada en el material que corroborara fehacientemente las acusaciones de tortura, violencia sexual y decapitaciones masivas, ni de bebés ni de otros niños» (paráfrasis de The Intercept).
Si bien la oficina de prensa del gobierno de Israel le confirmó a Le Monde, antes de la publicación de su investigación de abril de 2024, que en realidad las decapitaciones de bebés no tuvieron lugar ni en Kfar Aza, ni en ningún otro kibutz del territorio, el periódico francés sostiene que los oficiales israelíes mantienen lo que parece ser una actitud de ambigüedad oportunista ante la noticia falsa, con la intención de «enturbiar las aguas» deliberadamente, y concluye que Israel ha «intentado más a menudo instrumentalizar [el rumor] que negarlo, alimentando las acusaciones de manipulación mediática».
El ejército de Israel adoptó actitudes contradictorias en diferentes momentos, a veces diciendo que no tenía confirmación de los asesinatos o decapitaciones de bebés, pero en otras ocasiones afirmándolos como hechos reales. Las Fuerzas de Defensa de Israel (FDI) se han negado en reiteradas oportunidades a confirmar la falsedad de las decapitaciones masivas aduciendo que el hacerlo sería una «falta de respeto a los muertos». Las embajadas israelíes en todo el mundo también ayudaron a difundir la historia haciéndose eco de las versiones sin verificar y llegando a tildar de antisemitas a los escépticos. Cuando el diario Le Monde se pudo poner en contacto con la embajada de Israel en Francia, esta borró una publicación que había hecho en Twitter en la que mencionaba explícitamente la noticia falsa; sin embargo, conservó otras dos publicaciones que referenciaban indirectamente el tema.
La noticia falsa de los bebés decapitados ha moldeado las actitudes de muchos gobiernos hacia el movimiento pro-palestino en Occidente, y ha influido en las prohibiciones de protestas y otras formas de ataques a las libertades civiles.